# Хуан Ботассо
Хуан Ботассо (ісп. Juan Bottaso, 23 жовтня 1908, Буенос-Айрес — 23 грудня 1950, Кільмес) — аргентинський футболіст, що грав на позиції воротаря.
Виступав, зокрема, за клуби «Расинг» (Авельянеда) та «Кільмес», а також національну збірну Аргентини, у складі якої зокрема був учасником першого чемпіонату світу 1930 року.

## Клубна кар'єра
У дорослому футболі дебютував 1926 року виступами за команду клубу «Кільмес», в якій того року взяв участь у 23 матчах чемпіонату. 
Протягом 1927—1930 років захищав кольори команди клубу «Архентінос де Кільмес».
Своєю грою за останню команду привернув увагу представників тренерського штабу клубу «Расинг» (Авельянеда), до складу якого приєднався 1930 року. Відіграв за команду з Авельянеди наступні вісім сезонів своєї ігрової кар'єри.
1938 року повернувся до клубу «Кільмес», за який відіграв 8 сезонів.  Завершив професійну кар'єру футболіста виступами за команду «Кільмес» у 1946 році.
Помер 23 грудня 1950 року на 43-му році життя у місті Кільмес.

## Виступи за збірну
1929 року дебютував в офіційних матчах у складі національної збірної Аргентини. Протягом кар'єри у національній команді, яка тривала 4 роки, провів у формі головної команди країни 3 матчі, оскільки основним воротарем національної команди був Анхель Боссіо.
У складі збірної ставав переможцем домашнього Чемпіонату Південної Америки 1929 року, а також чемпіонату світу 1930 року в Уругваї, де разом з командою здобув «срібло».

## Титули і досягнення
- Віце-чемпіон світу: 1930